# Isla de Santa María (Sicilia)
La Isla de Santa María (en italiano: Isola Santa Maria) es una isla situada en el territorio de Marsala, una comuna italiana de la provincia de Trapani, en la región de Sicilia.
La isla de Santa María se localiza isla al norte del archipiélago de las Islas del Gran Estanque de Marsala, con una forma que asemeja un lazo. El nombre viene del Santuario de Santa María Valleverde.